# Championnat d'Europe féminin de football 2022
Navigation
Euro 2017 Euro 2025
Le Championnat d'Europe féminin de football 2022, officiellement Euro féminin de l'UEFA 2022, est la treizième édition du Championnat d'Europe féminin de football, compétition de l'UEFA rassemblant les meilleures sélections nationales féminines européennes. Organisée en Angleterre, la phase finale devait se dérouler du 7 juillet au 1er août 2021, mais le 23 avril 2020, l'UEFA décide de la reporter d'un an en raison de la pandémie de Covid-19 qui sévit alors en Europe, l'Euro 2020 masculin et les Jeux olympiques 2020 étant quant à eux reportés à l'été 2021. Elle se joue par conséquent du 6 au 31 juillet 2022.
Les Pays-Bas sont les tenants du titre.

## Organisation de la compétition
L'Angleterre est le seul pays qui s'est porté candidat pour l'organisation du Championnat d'Europe 2021. L'Autriche et la Hongrie, un temps intéressés, n'ont pas concrétisé leur souhait.
- Angleterre

Elle obtient l'organisation de la compétition par l'UEFA le 3 décembre 2018.

## Villes et stades
Les stades Meadow Lane à Nottingham et London Road à Peterborough étaient initialement sélectionnés par la Fédération anglaise lors de la présentation de la candidature pour accueillir le tournoi. Ils sont remplacés par le City Ground à Nottingham et St Mary à Southampton en raison des exigences de l'UEFA,. Le City Ground est finalement remplacé par Leigh Sports Village lorsque la liste finale des sites est confirmée en août 2019. Le 23 février 2020, le stade d'Old Trafford à Manchester est confirmé comme lieu du match d'ouverture, tandis que le stade de Wembley accueillera la finale.
| \| Londres Manchester Sheffield Rotherham Southampton Leigh Milton Keynes Brentford Brighton \| Localisation des 9 villes sélectionnées |
| Londres Manchester Sheffield Rotherham Southampton Leigh Milton Keynes Brentford Brighton                                               |

| Londres Manchester Sheffield Rotherham Southampton Leigh Milton Keynes Brentford Brighton |

## Communication et produits dérivés

### Logo

Logo provisoire de l'Euro 2022.

Le logo officiel de la compétition est dévoilé le 21 février 2021 par l'UEFA.

### Ballon officiel
Le ballon officiel de la compétition a été dévoilé le 28 octobre 2021 par Nike à l'occasion du tirage au sort des groupes. Basé sur le modèle Flight, il est orné de motifs bleu ciel, violet et rose, rappelant le logo de la compétition.

### Hymne officiel
L'hymne officiel de l'Euro 2022 féminin est la chanson Too Young de Hyphen Hyphen.

## Éliminatoires
48 des 55 nations de l'UEFA sont engagées dans la compétition, en comptant l'Angleterre, qualifiée d'office en tant que pays organisateur. Les 47 autres équipes se disputent les 15 places qualificatives pour la phase finale. Ces qualifications se déroulent entre le 28 août 2019 et le 13 avril 2021 et consistent en deux tours.
Non-participants : Andorre, Arménie, Bulgarie, Gibraltar, Liechtenstein, Luxembourg et Saint-Marin
- Phase principale en groupes (26 août 2019 au 24 février 2021) : les 47 équipes sont réparties en sept groupes de cinq et deux groupes de six et s'affrontent lors de tournois toutes rondes à deux tours. Les neuf vainqueurs de groupe, ainsi que les trois meilleures deuxièmes se qualifient directement pour la phase finale, tandis que les six autres deuxièmes se qualifient pour les barrages.
- Barrages (du 5 au 13 avril 2021, initialement prévus du 19 au 27 octobre 2020) : trois confrontations à élimination directe en matchs aller et retour entre les six équipes sont tirées au sort. Les vainqueurs de ces barrages sont les trois dernières équipes qualifiées.

Le tirage au sort des éliminatoires a lieu le 21 février 2019 à Nyon en Suisse, celui des barrages a lieu le 5 mars 2021 (initialement prévu le 25 septembre 2020).

### Résultats par groupe
- Sélection directement qualifiée pour l'Euro 2022
- Sélection qualifiée pour l'Euro 2022 via les barrages
- Sélection éliminée en barrages
- Sélection directement éliminée

| Groupe A | Groupe B           | Groupe C        | Groupe D    | Groupe E   | Groupe F  | Groupe G          | Groupe H | Groupe I             |
| -------- | ------------------ | --------------- | ----------- | ---------- | --------- | ----------------- | -------- | -------------------- |
| Pays-Bas | Danemark           | Norvège         | Espagne     | Finlande   | Suède     | France            | Belgique | Allemagne            |
| Russie * | Italie             | Irlande du Nord | Tchéquie    | Portugal * | Islande   | Autriche          | Suisse   | Ukraine              |
| Slovénie | Bosnie-Herzégovine | Pays de Galles  | Pologne     | Écosse     | Hongrie   | Serbie            | Roumanie | République d'Irlande |
| Turquie  | Israël             | Biélorussie     | Moldavie    | Albanie    | Slovaquie | Kazakhstan        | Croatie  | Grèce                |
| Kosovo   | Malte              | Îles Féroé      | Azerbaïdjan | Chypre     | Lettonie  | Macédoine du Nord | Lituanie | Monténégro           |
| Estonie  | Géorgie            |                 |             |            |           |                   |          |                      |

## Équipes qualifiées
| Pays                           | Date de qualification                             | Participations précédentes                                          | Meilleur résultat                                              | Dernière participation  |
| ------------------------------ | ------------------------------------------------- | ------------------------------------------------------------------- | -------------------------------------------------------------- | ----------------------- |
| Angleterre (Pays organisateur) | Qualifié d'office, désignation le 3 décembre 2018 | 8 1984, 1987, 1995, 2001, 2005, 2009, 2013, 2017                    | Finaliste (2) · 1984, 2009                                     | 2017 Demi-finaliste     |
| Allemagne                      | 23 octobre 2020                                   | 10 1989, 1991, 1993, 1995, 1997, 2001, 2005, 2009, 2013, 2017       | Vainqueur (8) · 1989, 1991, 1995, 1997, 2001, 2005, 2009, 2013 | 2017 Quart de finaliste |
| Pays-Bas (Tenant du titre)     | 23 octobre 2020                                   | 3 2009, 2013, 2017                                                  | Vainqueur · 2017                                               | 2017 · Vainqueur        |
| Norvège                        | 27 octobre 2020                                   | 11 1987, 1989, 1991, 1993, 1995,1997, 2001, 2005, 2009, 2013, 2017  | Vainqueur (2) · 1987, 1993                                     | 2017 1er tour           |
| Danemark                       | 27 octobre 2020                                   | 9 1984, 1991, 1993, 1997, 2001, 2005, 2009, 2013, 2017              | Finaliste · 2017                                               | 2017 · Finaliste        |
| Suède                          | 27 octobre 2020                                   | 10 1984, 1987, 1989, 1995, 1997, 2001, 2005, 2009, 2013, 2017       | Vainqueur · 1984                                               | 2017 Quart de finaliste |
| France                         | 27 novembre 2020                                  | 6 1997, 2001, 2005, 2009, 2013, 2017                                | Quart-de-finaliste (3) 2009, 2013, 2017                        | 2017 Quart de finaliste |
| Islande                        | 1er décembre 2020                                 | 3 2009, 2013, 2017                                                  | Quart-de-finaliste (1) 2013                                    | 2017 1er tour           |
| Belgique                       | 1er décembre 2020                                 | 1 2017                                                              | 1er tour 2017                                                  | 2017 1er tour           |
| Espagne                        | 18 février 2021                                   | 3 1997, 2013, 2017                                                  | Demi-finaliste 1997                                            | 2017 Quart de finaliste |
| Finlande                       | 19 février 2021                                   | 3 2005, 2009, 2013                                                  | Demi-finaliste 2005                                            | 2013 1er tour           |
| Autriche                       | 23 février 2021                                   | 1 2017                                                              | Demi-finaliste 2017                                            | 2017 Demi-finaliste     |
| Italie                         | 24 février 2021                                   | 11 1984, 1987, 1989, 1991, 1993, 1997, 2001, 2005, 2009, 2013, 2017 | Finaliste (2) · 1993, 1997                                     | 2017 1er tour           |
| Russie *                       | 13 avril 2021 Exclue                              | 5 1997, 2001, 2009, 2013, 2017                                      | 1er tour (5) 1997, 2001, 2009, 2013, 2017                      | 2017 1er tour           |
| Portugal *                     | Repêché le 2 mai 2022                             | 1 2017                                                              | 1er tour 2017                                                  | 2017 1er tour           |
| Suisse                         | 13 avril 2021                                     | 1 2017                                                              | 1er tour 2017                                                  | 2017 1er tour           |
| Irlande du Nord                | 13 avril 2021                                     | 0 (Première apparition)                                             | -                                                              | -                       |

- Le 2 mai 2022, l'UEFA annonce l'exclusion de l'équipe de Russie du tournoi, et son remplacement par l'équipe du Portugal que la Russie avait éliminée lors des barrages[14].

## Arbitres officiels
La liste officielle des arbitres de la compétition a été divulguée le mardi 19 avril par l'UEFA ; dans le cadre d'un partenariat avec la CONMEBOL, un trio sud-américain sera présent pendant cette compétition.
La présentation tabulaire ci-dessous ne préfigure pas des équipes arbitrales, elle est uniquement géographique.
| Arbitres centrales                    | Arbitres assistantes                    | Arbitres assistantes            | VAR                                    |
| ------------------------------------- | --------------------------------------- | ------------------------------- | -------------------------------------- |
| Emikar Caldera Barrera ( Venezuela)   | Migdalia Rodríguez Chirino ( Venezuela) | Mary Blanco Bolivar ( Colombie) | Chris Kavanagh ( Angleterre)           |
| Jana Adámková ( Tchéquie)             | Lucie Ratajova ( Tchéquie)              | Maria Sukenikova ( Slovaquie)   | Denis Higler ( Pays-Bas)               |
| Iuliana Demetrescu ( Roumanie)        | Petruta Iugulescu ( Roumanie)           | Anita Vad ( Hongrie)            | Pol Van Boekel ( Pays-Bas)             |
| Cheryl Foster ( Pays de Galles)       | Michelle O'Neill ( Irlande)             | Polyxeni Irodotou ( Chypre)     | Benoît Millot ( France)                |
| Stéphanie Frappart ( France)          | Manuela Nicolosi ( France)              | Elodie Coppola ( France)        | Maika Vanderstichel ( France)          |
| Marta Huerta de Aza ( Espagne)        | Guadalupe Porras Ayuso ( Espagne)       | Chrysoula Chrysoula ( Grèce)    | Guillermo Cuadra Fernander ( Espagne)  |
| Riem Hussein ( Allemagne)             | Katrin Rafalski ( Allemagne)            | Sara Telek ( Autriche)          | José María Sánchez Martínez ( Espagne) |
| Lina Lehtovaara ( Finlande)           | Karolin Kaivoja ( Finlande)             | Franca Overtoom ( Pays-Bas)     | Christian Dingert ( Allemagne)         |
| Ivana Martinčić ( Croatie)            | Sanja Rođak Karšić ( Croatie)           | Staša Špur ( Slovénie)          | Harm Osmers ( Allemagne)               |
| Kateryna Monzul ( Ukraine)            | Maryna Striletska ( Ukraine)            | Paulina Baranowska ( Pologne)   | Maurizio Mariani ( Italie)             |
| Esther Staubli ( Suisse)              | Susanne Küng ( Suisse)                  | Francesca Di Monte ( Italie)    | Paolo Valeri ( Italie)                 |
| Rebecca Welch ( Angleterre)           | Sian Massey-Ellis ( Angleterre)         | Lisa Rashid ( Angleterre)       | Bartosz Frankowski ( Pologne)          |
| Tess Olofsson ( Suède)                | Almira Spahic ( Suède)                  |                                 | Tomasz Kwiatkowski ( Pologne)          |
|                                       |                                         |                                 | Luís Miguel Branco Godinho ( Portugal) |
| 4e officiel                           |                                         |                                 | Tiago Lopes Martins ( Portugal)        |
| Ivana Projkovska ( Macédoine du Nord) |                                         |                                 |                                        |
| Lorraine Watson ( Écosse)             |                                         |                                 |                                        |

## Tirage au sort
Le tirage au sort de la phase finale de l'Euro 2022 a eu lieu le 28 octobre 2021 à Manchester en Angleterre.
Les 16 équipes qualifiées sont réparties dans 4 groupes (A, B, C, D).
| Chapeau 1                                | Chapeau 2                    | Chapeau 3                         | Chapeau 4                               |
| ---------------------------------------- | ---------------------------- | --------------------------------- | --------------------------------------- |
| Angleterre H Pays-Bas T Allemagne France | Suède Espagne Norvège Italie | Danemark Belgique Suisse Autriche | Islande Russie Finlande Irlande du Nord |

| Groupe A        | Groupe B  | Groupe C | Groupe D |
| --------------- | --------- | -------- | -------- |
| Angleterre      | Allemagne | Pays-Bas | France   |
| Norvège         | Espagne   | Suède    | Italie   |
| Autriche        | Danemark  | Suisse   | Belgique |
| Irlande du Nord | Finlande  | Russie   | Islande  |

Après la confirmation de l'exclusion de la Russie et son remplacement par le Portugal, le tableau des groupes est mis à jour le 2 mai 2022 comme suit :
| Groupe A        | Groupe B  | Groupe C | Groupe D |
| --------------- | --------- | -------- | -------- |
| Angleterre      | Allemagne | Pays-Bas | France   |
| Norvège         | Espagne   | Suède    | Italie   |
| Autriche        | Danemark  | Suisse   | Belgique |
| Irlande du Nord | Finlande  | Portugal | Islande  |

## Premier tour
Règlement
Le classement des équipes dans un groupe est établi en fonction du nombre total de points obtenus par chacune (une victoire compte pour 3 points, un match nul 1 point, une défaite 0 point).
En cas d'égalité de points, les équipes sont classées ou départagées suivant les critères :
1. Plus grand nombre de points obtenus dans les matchs disputés entre les équipes concernées ;
2. Meilleure différence de buts dans les matchs disputés entre les équipes concernées ;
3. Plus grand nombre de buts marqués lors des matchs disputés entre les équipes concernées ;
Si, après l'application des critères 1 à 3, une partie des équipes reste encore à départager, on reprend les critères 1 à 3 pour les seules équipes concernées par cette nouvelle égalité.
Si les équipes restantes concernées ne sont toujours pas départagées, les critères suivants s’appliquent :
4. Meilleure différence de buts dans tous les matchs du groupe ;
5. Plus grand nombre de buts marqués dans tous les matchs du groupe ;
6. Si deux et seulement deux équipes sont à égalité parfaite sur tous les points du règlement, doivent être départagées pour une seule place qualificative et se rencontrent lors de la dernière journée, alors une séance de tirs au but est organisée à la fin du temps réglementaire de ce dernier match les opposant ;
7. Plus faible total de points disciplinaires sur l'ensemble du groupe, en appliquant le barème suivant :
  - Un carton jaune : 1 point ;
  - Un second carton jaune dans le même match pour une même joueuse : 2 points ;
  - Un carton rouge direct : 3 points ;
8. Position dans le classement par coefficient des équipes nationales féminines de l’UEFA utilisé pour le tirage au sort du tournoi.

### Groupe A
| Rang | Équipe          | Pts | J | G | N | P | Bp | Bc | Diff |
| ---- | --------------- | --- | - | - | - | - | -- | -- | ---- |
| 1    | Angleterre H    | 9   | 3 | 3 | 0 | 0 | 14 | 0  | +14  |
| 2    | Autriche        | 6   | 3 | 2 | 0 | 1 | 3  | 1  | +2   |
| 3    | Norvège         | 3   | 3 | 1 | 0 | 2 | 4  | 10 | -6   |
| 4    | Irlande du Nord | 0   | 3 | 0 | 0 | 3 | 1  | 11 | -10  |

     Équipes qualifiées ; Pts = points ; J = joués ; G = gagnés ; N = nuls ; P = perdus ;

Bp = buts pour ; Bc = buts contre ; Diff = différence de buts.
1re journée
| Match 1 (match d'ouverture) | Angleterre | 1 - 0   | Autriche | Old Trafford, Manchester                                                                         |                                                                                                  |
| 6 juillet 2022 21h00 CEST   | Mead 16e   | (1 - 0) |          | Spectateurs : 68 871 Arbitrage : Marta Huerta de Aza Arbitre vidéo : José María Sánchez Martínez | Spectateurs : 68 871 Arbitrage : Marta Huerta de Aza Arbitre vidéo : José María Sánchez Martínez |
| 6 juillet 2022 21h00 CEST   | Rapport    |         |          | Spectateurs : 68 871 Arbitrage : Marta Huerta de Aza Arbitre vidéo : José María Sánchez Martínez | Spectateurs : 68 871 Arbitrage : Marta Huerta de Aza Arbitre vidéo : José María Sánchez Martínez |

| Match 2                   | Norvège                                                           | 4 - 1   | Irlande du Nord | St Mary's Stadium, Southampton                                                |                                                                               |
| 7 juillet 2022 21h00 CEST | Blakstad 10e · Maanum 13e · Graham Hansen 31e (pen.) · Reiten 54e | (3 - 0) | 49e Nelson      | Spectateurs : 9 146 Arbitrage : Lina Lehtovaara Arbitre vidéo : Tiago Martins | Spectateurs : 9 146 Arbitrage : Lina Lehtovaara Arbitre vidéo : Tiago Martins |
| 7 juillet 2022 21h00 CEST | Rapport                                                           |         |                 | Spectateurs : 9 146 Arbitrage : Lina Lehtovaara Arbitre vidéo : Tiago Martins | Spectateurs : 9 146 Arbitrage : Lina Lehtovaara Arbitre vidéo : Tiago Martins |

2e journée
| Match 9                    | Autriche                        | 2 - 0   | Irlande du Nord | St Mary's Stadium, Southampton                                                                     | |
| 11 juillet 2022 18h00 CEST | Schiechtl 19e · Naschenweng 88e | (1 - 0) |                 | Spectateurs : 9 268 Arbitrage : Emikar Caldera Barrera Arbitre vidéo : José María Sánchez Martínez | Spectateurs : 9 268 Arbitrage : Emikar Caldera Barrera Arbitre vidéo : José María Sánchez Martínez |
| 11 juillet 2022 18h00 CEST | Rapport                         |         |                 | Spectateurs : 9 268 Arbitrage : Emikar Caldera Barrera Arbitre vidéo : José María Sánchez Martínez | Spectateurs : 9 268 Arbitrage : Emikar Caldera Barrera Arbitre vidéo : José María Sánchez Martínez |

| Match 10                   | Angleterre                                                                   | 8 - 0   | Norvège | Brighton Community Stadium, Brighton et Hove                                    |                                                                                 |
| 11 juillet 2022 21h00 CEST | Stanway 12e (pen.) · Hemp 15e · White 29e 41e · Mead 34e 38e 81e · Russo 66e | (6 - 0) |         | Spectateurs : 28 847 Arbitrage : Riem Hussein Arbitre vidéo : Christian Dingert | Spectateurs : 28 847 Arbitrage : Riem Hussein Arbitre vidéo : Christian Dingert |
| 11 juillet 2022 21h00 CEST | Rapport                                                                      |         |         | Spectateurs : 28 847 Arbitrage : Riem Hussein Arbitre vidéo : Christian Dingert | Spectateurs : 28 847 Arbitrage : Riem Hussein Arbitre vidéo : Christian Dingert |

3e journée
| Match 17                   | Irlande du Nord | 0 - 5   | Angleterre                                               | St Mary's Stadium, Southampton                                              |                                                                             |
| 15 juillet 2022 21h00 CEST |                 | (0 - 3) | 40e Kirby · 44e Mead · 48e 53e Russo · 76e (csc) Burrows | Spectateurs : 30 785 Arbitrage : Esther Staubli Arbitre vidéo : Harm Osmers | Spectateurs : 30 785 Arbitrage : Esther Staubli Arbitre vidéo : Harm Osmers |
| 15 juillet 2022 21h00 CEST | Rapport         |         |                                                          | Spectateurs : 30 785 Arbitrage : Esther Staubli Arbitre vidéo : Harm Osmers | Spectateurs : 30 785 Arbitrage : Esther Staubli Arbitre vidéo : Harm Osmers |

| Match 18                   | Autriche  | 1 - 0   | Norvège | Brighton Community Stadium, Brighton et Hove                                  |                                                                               |
| 15 juillet 2022 21h00 CEST | Billa 37e | (1 - 0) |         | Spectateurs : 12 667 Arbitrage : Kateryna Monzul Arbitre vidéo : Paolo Valeri | Spectateurs : 12 667 Arbitrage : Kateryna Monzul Arbitre vidéo : Paolo Valeri |
| 15 juillet 2022 21h00 CEST | Rapport   |         |         | Spectateurs : 12 667 Arbitrage : Kateryna Monzul Arbitre vidéo : Paolo Valeri | Spectateurs : 12 667 Arbitrage : Kateryna Monzul Arbitre vidéo : Paolo Valeri |

### Groupe B
| Rang | Équipe    | Pts | J | G | N | P | Bp | Bc | Diff |
| ---- | --------- | --- | - | - | - | - | -- | -- | ---- |
| 1    | Allemagne | 9   | 3 | 3 | 0 | 0 | 9  | 0  | +9   |
| 2    | Espagne   | 6   | 3 | 2 | 0 | 1 | 5  | 3  | +2   |
| 3    | Danemark  | 3   | 3 | 1 | 0 | 2 | 1  | 5  | -4   |
| 4    | Finlande  | 0   | 3 | 0 | 0 | 3 | 1  | 8  | -7   |

     Équipes qualifiées ; Pts = points ; J = joués ; G = gagnés ; N = nuls ; P = perdus ;

Bp = buts pour ; Bc = buts contre ; Diff = différence de buts.
1re journée
| Match 3                   | Espagne                                                         | 4 - 1   | Finlande      | Stadium MK, Milton Keynes                                                     |                                                                               |
| 8 juillet 2022 18h00 CEST | Paredes 26e · Bonmatí 41e · García 75e · Caldentey 90+5e (pen.) | (2 - 1) | 1re Sällström | Spectateurs : 16 819 Arbitrage : Kateryna Monzul Arbitre vidéo : Paolo Valeri | Spectateurs : 16 819 Arbitrage : Kateryna Monzul Arbitre vidéo : Paolo Valeri |
| 8 juillet 2022 18h00 CEST | Rapport                                                         |         |               | Spectateurs : 16 819 Arbitrage : Kateryna Monzul Arbitre vidéo : Paolo Valeri | Spectateurs : 16 819 Arbitrage : Kateryna Monzul Arbitre vidéo : Paolo Valeri |

| Match 4                   | Allemagne                                           | 4 - 0   | Danemark | Brentford Community Stadium, Brentford                                        |                                                                               |
| 8 juillet 2022 21h00 CEST | Magull 21e · Schüller 57e · Lattwein 78e · Popp 86e | (1 - 0) |          | Spectateurs : 15 746 Arbitrage : Esther Staubli Arbitre vidéo : Benoît Millot | Spectateurs : 15 746 Arbitrage : Esther Staubli Arbitre vidéo : Benoît Millot |
| 8 juillet 2022 21h00 CEST | Rapport                                             |         |          | Spectateurs : 15 746 Arbitrage : Esther Staubli Arbitre vidéo : Benoît Millot | Spectateurs : 15 746 Arbitrage : Esther Staubli Arbitre vidéo : Benoît Millot |

2e journée
| Match 11                   | Danemark   | 1 - 0   | Finlande | Stadium MK, Milton Keynes                                                          |                                                                                    |
| 12 juillet 2022 18h00 CEST | Harder 72e | (0 - 0) |          | Spectateurs : 11 600 Arbitrage : Iuliana Demetrescu Arbitre vidéo : Pol van Boekel | Spectateurs : 11 600 Arbitrage : Iuliana Demetrescu Arbitre vidéo : Pol van Boekel |
| 12 juillet 2022 18h00 CEST | Rapport    |         |          | Spectateurs : 11 600 Arbitrage : Iuliana Demetrescu Arbitre vidéo : Pol van Boekel | Spectateurs : 11 600 Arbitrage : Iuliana Demetrescu Arbitre vidéo : Pol van Boekel |

| Match 12                   | Allemagne          | 2 - 0   | Espagne | Brentford Community Stadium, Brentford                                            |                                                                                   |
| 12 juillet 2022 21h00 CEST | Bühl 3e · Popp 36e | (2 - 0) |         | Spectateurs : 16 037 Arbitrage : Stéphanie Frappart Arbitre vidéo : Benoît Millot | Spectateurs : 16 037 Arbitrage : Stéphanie Frappart Arbitre vidéo : Benoît Millot |
| 12 juillet 2022 21h00 CEST | Rapport            |         |         | Spectateurs : 16 037 Arbitrage : Stéphanie Frappart Arbitre vidéo : Benoît Millot | Spectateurs : 16 037 Arbitrage : Stéphanie Frappart Arbitre vidéo : Benoît Millot |

3e journée
| Match 19                   | Finlande | 0 - 3   | Allemagne                              | Stadium MK, Milton Keynes                                                    |                                                                              |
| 16 juillet 2022 21h00 CEST |          | (0 - 1) | Kleinherne 40e · Popp 48e · Anyomi 63e | Spectateurs : 20 721 Arbitrage : Tess Olofsson Arbitre vidéo : Tiago Martins | Spectateurs : 20 721 Arbitrage : Tess Olofsson Arbitre vidéo : Tiago Martins |
| 16 juillet 2022 21h00 CEST | Rapport  |         |                                        | Spectateurs : 20 721 Arbitrage : Tess Olofsson Arbitre vidéo : Tiago Martins | Spectateurs : 20 721 Arbitrage : Tess Olofsson Arbitre vidéo : Tiago Martins |

| Match 20                   | Danemark | 0 - 1   | Espagne     | Brentford Community Stadium, Brentford                                        |                                                                               |
| 16 juillet 2022 21h00 CEST |          | (0 - 0) | Cardona 90e | Spectateurs : 16 041 Arbitrage : Rebecca Welch Arbitre vidéo : Pol van Boekel | Spectateurs : 16 041 Arbitrage : Rebecca Welch Arbitre vidéo : Pol van Boekel |
| 16 juillet 2022 21h00 CEST | Rapport  |         |             | Spectateurs : 16 041 Arbitrage : Rebecca Welch Arbitre vidéo : Pol van Boekel | Spectateurs : 16 041 Arbitrage : Rebecca Welch Arbitre vidéo : Pol van Boekel |

### Groupe C
| Rang | Équipe     | Pts | J | G | N | P | Bp | Bc | Diff |
| ---- | ---------- | --- | - | - | - | - | -- | -- | ---- |
| 1    | Suède      | 7   | 3 | 2 | 1 | 0 | 8  | 2  | +6   |
| 2    | Pays-Bas T | 7   | 3 | 2 | 1 | 0 | 8  | 4  | +4   |
| 3    | Suisse     | 1   | 3 | 0 | 1 | 2 | 4  | 8  | -4   |
| 4    | Portugal   | 1   | 3 | 0 | 1 | 2 | 4  | 10 | -6   |

     Équipes qualifiées ; Pts = points ; J = joués ; G = gagnés ; N = nuls ; P = perdus ;

Bp = buts pour ; Bc = buts contre ; Diff = différence de buts.
1re journée
| Match 5                   | Portugal                 | 2 - 2   | Suisse            | Leigh Sports Village, Leigh                                                     |                                                                                 |
| 9 juillet 2022 18h00 CEST | Gomes 58e · J. Silva 65e | (0 - 2) | 2e Sow · 5e Kiwic | Spectateurs : 5 902 Arbitrage : Jana Adámková Arbitre vidéo : Christian Dingert | Spectateurs : 5 902 Arbitrage : Jana Adámková Arbitre vidéo : Christian Dingert |
| 9 juillet 2022 18h00 CEST | Rapport                  |         |                   | Spectateurs : 5 902 Arbitrage : Jana Adámková Arbitre vidéo : Christian Dingert | Spectateurs : 5 902 Arbitrage : Jana Adámková Arbitre vidéo : Christian Dingert |

| Match 6                   | Pays-Bas  | 1 - 1   | Suède         | Bramall Lane, Sheffield                                                           |                                                                                   |
| 9 juillet 2022 21h00 CEST | Roord 52e | (0 - 1) | 35e Andersson | Spectateurs : 21 342 Arbitrage : Cheryl Foster Arbitre vidéo : Tomasz Kwiatkowski | Spectateurs : 21 342 Arbitrage : Cheryl Foster Arbitre vidéo : Tomasz Kwiatkowski |
| 9 juillet 2022 21h00 CEST | Rapport   |         |               | Spectateurs : 21 342 Arbitrage : Cheryl Foster Arbitre vidéo : Tomasz Kwiatkowski | Spectateurs : 21 342 Arbitrage : Cheryl Foster Arbitre vidéo : Tomasz Kwiatkowski |

2e journée
| Match 13                   | Suède                    | 2 - 1   | Suisse       | Bramall Lane, Sheffield                                                                          |                                                                                                  |
| 13 juillet 2022 18:00 CEST | Rolfö 53e · Bennison 79e | (0 - 0) | Bachmann 55e | Spectateurs : 12 914 Arbitrage : Marta Huerta de Aza Arbitre vidéo : José María Sánchez Martínez | Spectateurs : 12 914 Arbitrage : Marta Huerta de Aza Arbitre vidéo : José María Sánchez Martínez |
| 13 juillet 2022 18:00 CEST | Rapport                  |         |              | Spectateurs : 12 914 Arbitrage : Marta Huerta de Aza Arbitre vidéo : José María Sánchez Martínez | Spectateurs : 12 914 Arbitrage : Marta Huerta de Aza Arbitre vidéo : José María Sánchez Martínez |

| Match 14                   | Pays-Bas                                          | 3 - 2   | Portugal                         | Leigh Sports Village, Leigh                                                  |                                                                              |
| 13 juillet 2022 21:00 CEST | Egurrola 7e · Van der Gragt 16e · Van de Donk 62e | (2 - 1) | Costa 38e (pen.) · Di. Silva 47e | Spectateurs : 6 966 Arbitrage : Ivana Martinčić Arbitre vidéo : Paolo Valeri | Spectateurs : 6 966 Arbitrage : Ivana Martinčić Arbitre vidéo : Paolo Valeri |
| 13 juillet 2022 21:00 CEST | Rapport                                           |         |                                  | Spectateurs : 6 966 Arbitrage : Ivana Martinčić Arbitre vidéo : Paolo Valeri | Spectateurs : 6 966 Arbitrage : Ivana Martinčić Arbitre vidéo : Paolo Valeri |

3e journée
| Match 21                   | Suisse       | 1 - 4 | Pays-Bas                                                  | Bramall Lane, Sheffield                                                              |                                                                                      |
| 17 juillet 2022 18h00 CEST | Reuteler 53e |       | 49e (csc) Crnogorčević · 84e, 90+5e Leuchter · 89e Pelova | Spectateurs : 22 596 Arbitrage : Iuliana Demetrescu Arbitre vidéo : Maurizio Mariani | Spectateurs : 22 596 Arbitrage : Iuliana Demetrescu Arbitre vidéo : Maurizio Mariani |
| 17 juillet 2022 18h00 CEST | Rapport      |       |                                                           | Spectateurs : 22 596 Arbitrage : Iuliana Demetrescu Arbitre vidéo : Maurizio Mariani | Spectateurs : 22 596 Arbitrage : Iuliana Demetrescu Arbitre vidéo : Maurizio Mariani |

| Match 22                   | Suède                                                                           | 5 - 0 | Portugal | Leigh Sports Village, Leigh                                                           |                                                                                       |
| 17 juillet 2022 18h00 CEST | Angeldal 21e, 45e · Costa 45+7e (csc) · Asllani 54e (pen.) · Blackstenius 90+1e |       |          | Spectateurs : 7 118 Arbitrage : Stéphanie Frappart Arbitre vidéo : Tomasz Kwiatkowski | Spectateurs : 7 118 Arbitrage : Stéphanie Frappart Arbitre vidéo : Tomasz Kwiatkowski |
| 17 juillet 2022 18h00 CEST | Rapport                                                                         |       |          | Spectateurs : 7 118 Arbitrage : Stéphanie Frappart Arbitre vidéo : Tomasz Kwiatkowski | Spectateurs : 7 118 Arbitrage : Stéphanie Frappart Arbitre vidéo : Tomasz Kwiatkowski |

### Groupe D
| Rang | Équipe   | Pts | J | G | N | P | Bp | Bc | Diff |
| ---- | -------- | --- | - | - | - | - | -- | -- | ---- |
| 1    | France   | 7   | 3 | 2 | 1 | 0 | 8  | 3  | +5   |
| 2    | Belgique | 4   | 3 | 1 | 1 | 1 | 3  | 3  | 0    |
| 3    | Islande  | 3   | 3 | 0 | 3 | 0 | 3  | 3  | 0    |
| 4    | Italie   | 1   | 3 | 0 | 1 | 2 | 2  | 7  | -5   |

     Équipes qualifiées ; Pts = points ; J = joués ; G = gagnés ; N = nuls ; P = perdus ;

Bp = buts pour ; Bc = buts contre ; Diff = différence de buts.
1re journée
| Match 7                    | Belgique                 | 1 - 1   | Islande            | Academy Stadium, Manchester                                                  |                                                                              |
| 10 juillet 2022 18h00 CEST | Vanhaevermaet 67e (pen.) | (0 - 0) | 50e Þorvaldsdóttir | Spectateurs : 3 859 Arbitrage : Tess Olofsson Arbitre vidéo : Pol van Boekel | Spectateurs : 3 859 Arbitrage : Tess Olofsson Arbitre vidéo : Pol van Boekel |
| 10 juillet 2022 18h00 CEST | Rapport                  |         |                    | Spectateurs : 3 859 Arbitrage : Tess Olofsson Arbitre vidéo : Pol van Boekel | Spectateurs : 3 859 Arbitrage : Tess Olofsson Arbitre vidéo : Pol van Boekel |

| Match 8                    | France                                         | 5 - 1   | Italie       | New York Stadium, Rotherham                                                  |                                                                              |
| 10 juillet 2022 21h00 CEST | Geyoro 9e 40e 45e · Katoto 12e · Cascarino 38e | (5 - 0) | 76e Piemonte | Spectateurs : 8 541 Arbitrage : Rebecca Welch Arbitre vidéo : Chris Kavanagh | Spectateurs : 8 541 Arbitrage : Rebecca Welch Arbitre vidéo : Chris Kavanagh |
| 10 juillet 2022 21h00 CEST | Rapport                                        |         |              | Spectateurs : 8 541 Arbitrage : Rebecca Welch Arbitre vidéo : Chris Kavanagh | Spectateurs : 8 541 Arbitrage : Rebecca Welch Arbitre vidéo : Chris Kavanagh |

2e journée
| Match 15                   | Italie          | 1 - 1   | Islande            | Academy Stadium, Manchester                                                   |                                                                               |
| 14 juillet 2022 18h00 CEST | Bergamaschi 62e | (0 - 1) | 3e Vilhjálmsdóttir | Spectateurs : 4 029 Arbitrage : Lina Lehtovaara Arbitre vidéo : Tiago Martins | Spectateurs : 4 029 Arbitrage : Lina Lehtovaara Arbitre vidéo : Tiago Martins |
| 14 juillet 2022 18h00 CEST | Rapport         |         |                    | Spectateurs : 4 029 Arbitrage : Lina Lehtovaara Arbitre vidéo : Tiago Martins | Spectateurs : 4 029 Arbitrage : Lina Lehtovaara Arbitre vidéo : Tiago Martins |

| Match 16                   | France               | 2 - 1   | Belgique   | New York Stadium, Rotherham                                                      |                                                                                  |
| 14 juillet 2022 21h00 CEST | Diani 6e · Mbock 41e | (2 - 1) | 36e Cayman | Spectateurs : 8 173 Arbitrage : Cheryl Foster Arbitre vidéo : Tomasz Kwiatkowski | Spectateurs : 8 173 Arbitrage : Cheryl Foster Arbitre vidéo : Tomasz Kwiatkowski |
| 14 juillet 2022 21h00 CEST | Rapport              |         |            | Spectateurs : 8 173 Arbitrage : Cheryl Foster Arbitre vidéo : Tomasz Kwiatkowski | Spectateurs : 8 173 Arbitrage : Cheryl Foster Arbitre vidéo : Tomasz Kwiatkowski |

3e journée
| Match 23                   | Islande                      | 1 - 1   | France     | New York Stadium, Rotherham                                                 |                                                                             |
| 18 juillet 2022 21h00 CEST | Brynjarsdóttir 90+12e (pen.) | (0 - 1) | 1re Malard | Spectateurs : 7 392 Arbitrage : Jana Adámková Arbitre vidéo : Tiago Martins | Spectateurs : 7 392 Arbitrage : Jana Adámková Arbitre vidéo : Tiago Martins |
| 18 juillet 2022 21h00 CEST | Rapport                      |         |            | Spectateurs : 7 392 Arbitrage : Jana Adámková Arbitre vidéo : Tiago Martins | Spectateurs : 7 392 Arbitrage : Jana Adámková Arbitre vidéo : Tiago Martins |

| Match 24                   | Italie  | 0 - 1   | Belgique      | Academy Stadium, Manchester                                                    |                                                                                |
| 18 juillet 2022 21h00 CEST |         | (0 - 0) | 49e De Caigny | Spectateurs : 3 919 Arbitrage : Ivana Martinčić Arbitre vidéo : Pol van Boekel | Spectateurs : 3 919 Arbitrage : Ivana Martinčić Arbitre vidéo : Pol van Boekel |
| 18 juillet 2022 21h00 CEST | Rapport |         |               | Spectateurs : 3 919 Arbitrage : Ivana Martinčić Arbitre vidéo : Pol van Boekel | Spectateurs : 3 919 Arbitrage : Ivana Martinčić Arbitre vidéo : Pol van Boekel |

## Tableau final
|  | Quarts de finale                    | Quarts de finale                    | Quarts de finale                    | Quarts de finale                    |            |            | Demi-finales                 | Demi-finales                 | Demi-finales                 | Demi-finales                 |  |  | Finale                     | Finale                     | Finale                     | Finale                     |
|  |                                     |                                     |                                     |                                     |            |            |                              |                              |                              |                              |  |  |                            |                            |                            |                            |
|  | 20 juillet, 21h00, Brighton et Hove | 20 juillet, 21h00, Brighton et Hove | 20 juillet, 21h00, Brighton et Hove | 20 juillet, 21h00, Brighton et Hove |            |            | 26 juillet, 21h00, Sheffield | 26 juillet, 21h00, Sheffield | 26 juillet, 21h00, Sheffield | 26 juillet, 21h00, Sheffield |  |  | 31 juillet, 18h00, Londres | 31 juillet, 18h00, Londres | 31 juillet, 18h00, Londres | 31 juillet, 18h00, Londres |
|  | 20 juillet, 21h00, Brighton et Hove | 20 juillet, 21h00, Brighton et Hove | 20 juillet, 21h00, Brighton et Hove | 20 juillet, 21h00, Brighton et Hove |            |            | 26 juillet, 21h00, Sheffield | 26 juillet, 21h00, Sheffield | 26 juillet, 21h00, Sheffield | 26 juillet, 21h00, Sheffield |  |  | 31 juillet, 18h00, Londres | 31 juillet, 18h00, Londres | 31 juillet, 18h00, Londres | 31 juillet, 18h00, Londres |
|  | 1er A                               | Angleterre                          | 2 ap                                | 2 ap                                |            |            | 26 juillet, 21h00, Sheffield | 26 juillet, 21h00, Sheffield | 26 juillet, 21h00, Sheffield | 26 juillet, 21h00, Sheffield |  |  | 31 juillet, 18h00, Londres | 31 juillet, 18h00, Londres | 31 juillet, 18h00, Londres | 31 juillet, 18h00, Londres |
|  | 1er A                               | Angleterre                          | 2 ap                                | 2 ap                                |            |            | 26 juillet, 21h00, Sheffield | 26 juillet, 21h00, Sheffield | 26 juillet, 21h00, Sheffield | 26 juillet, 21h00, Sheffield |  |  | 31 juillet, 18h00, Londres | 31 juillet, 18h00, Londres | 31 juillet, 18h00, Londres | 31 juillet, 18h00, Londres |
|  | 2e B                                | Espagne                             | 1                                   | 1                                   |            |            | 26 juillet, 21h00, Sheffield | 26 juillet, 21h00, Sheffield | 26 juillet, 21h00, Sheffield | 26 juillet, 21h00, Sheffield |  |  | 31 juillet, 18h00, Londres | 31 juillet, 18h00, Londres | 31 juillet, 18h00, Londres | 31 juillet, 18h00, Londres |
|  | 2e B                                | Espagne                             | 1                                   | 1                                   | Angleterre | Angleterre | 4                            | 4                            |                              |                              |  |  | 31 juillet, 18h00, Londres | 31 juillet, 18h00, Londres | 31 juillet, 18h00, Londres | 31 juillet, 18h00, Londres |
|  | 22 juillet, 21h00, Leigh            |                                     |                                     |                                     | Angleterre | Angleterre | 4                            | 4                            |                              |                              |  |  | 31 juillet, 18h00, Londres | 31 juillet, 18h00, Londres | 31 juillet, 18h00, Londres | 31 juillet, 18h00, Londres |
|  |                                     |                                     | Suède                               | Suède                               | 0          | 0          |                              |                              |                              |                              |  |  | 31 juillet, 18h00, Londres | 31 juillet, 18h00, Londres | 31 juillet, 18h00, Londres | 31 juillet, 18h00, Londres |
|  | 1er C                               | Suède                               | Suède                               | Suède                               | 0          | 0          | 1                            | 1                            |                              |                              |  |  | 31 juillet, 18h00, Londres | 31 juillet, 18h00, Londres | 31 juillet, 18h00, Londres | 31 juillet, 18h00, Londres |
|  | 1er C                               | Suède                               | 27 juillet, 21h00, Milton Keynes    |                                     |            |            | 1                            | 1                            |                              |                              |  |  | 31 juillet, 18h00, Londres | 31 juillet, 18h00, Londres | 31 juillet, 18h00, Londres | 31 juillet, 18h00, Londres |
|  | 2e D                                | Belgique                            | 0                                   | 0                                   |            |            |                              |                              |                              |                              |  |  | 31 juillet, 18h00, Londres | 31 juillet, 18h00, Londres | 31 juillet, 18h00, Londres | 31 juillet, 18h00, Londres |
|  | 2e D                                | Belgique                            | 0                                   | 0                                   | Angleterre | Angleterre | 2 ap                         | 2 ap                         |                              |                              |  |  |                            |                            |                            |                            |
|  | 21 juillet, 21h00, Brentford        |                                     |                                     |                                     | Angleterre | Angleterre | 2 ap                         | 2 ap                         |                              |                              |  |  |                            |                            |                            |                            |
|  |                                     |                                     | Allemagne                           | Allemagne                           | 1          | 1          |                              |                              |                              |                              |  |  |                            |                            |                            |                            |
|  | 1er B                               | Allemagne                           | Allemagne                           | Allemagne                           | 1          | 1          | 2                            | 2                            |                              |                              |  |  |                            |                            |                            |                            |
|  | 1er B                               | Allemagne                           |                                     |                                     |            |            |                              |                              |                              |                              |  |  |                            |                            |                            |                            |
|  | 2e A                                | Autriche                            | 0                                   | 0                                   |            |            |                              |                              |                              |                              |  |  |                            |                            |                            |                            |
|  | 2e A                                | Autriche                            | 0                                   | 0                                   | Allemagne  | Allemagne  | 2                            | 2                            |                              |                              |  |  |                            |                            |                            |                            |
|  | 23 juillet, 21h00, Rotherham        |                                     |                                     |                                     | Allemagne  | Allemagne  | 2                            | 2                            |                              |                              |  |  |                            |                            |                            |                            |
|  |                                     |                                     | France                              | France                              | 1          | 1          |                              |                              |                              |                              |  |  |                            |                            |                            |                            |
|  | 1er D                               | France                              | France                              | France                              | 1          | 1          | 1 ap                         | 1 ap                         |                              |                              |  |  |                            |                            |                            |                            |
|  | 1er D                               | France                              |                                     |                                     |            |            |                              | 1 ap                         |                              |                              |  |  |                            |                            |                            |                            |
|  | 2e C                                | Pays-Bas                            | 0                                   | 0                                   |            |            |                              |                              |                              |                              |  |  |                            |                            |                            |                            |
|  | 2e C                                | Pays-Bas                            | 0                                   | 0                                   |            |            |                              |                              |                              |                              |  |  |                            |                            |                            |                            |
|  |                                     |                                     |                                     |                                     |            |            |                              |                              |                              |                              |  |  |                            |                            |                            |                            |

### Quarts de finale
| Match 25                   | Angleterre              | 2 - 1 a. p.           | Espagne      | Brighton Community Stadium, Brighton et Hove                                       |                                                                                    |
| 20 juillet 2022 21h00 CEST | Toone 84e · Stanway 96e | (0 - 0, 1 - 1, 2 - 1) | 54e González | Spectateurs : 28 994 Arbitrage : Stéphanie Frappart Arbitre vidéo : Pol van Boekel | Spectateurs : 28 994 Arbitrage : Stéphanie Frappart Arbitre vidéo : Pol van Boekel |
| 20 juillet 2022 21h00 CEST | Rapport                 |                       |              | Spectateurs : 28 994 Arbitrage : Stéphanie Frappart Arbitre vidéo : Pol van Boekel | Spectateurs : 28 994 Arbitrage : Stéphanie Frappart Arbitre vidéo : Pol van Boekel |

| Match 26                   | Allemagne             | 2 - 0   | Autriche | Brentford Community Stadium, Brentford                                            |                                                                                   |
| 21 juillet 2022 21h00 CEST | Magull 25e · Popp 90e | (1 - 0) |          | Spectateurs : 16 000 Arbitrage : Rebecca Welch Arbitre vidéo : Tomasz Kwiatkowski | Spectateurs : 16 000 Arbitrage : Rebecca Welch Arbitre vidéo : Tomasz Kwiatkowski |
| 21 juillet 2022 21h00 CEST | Rapport               |         |          | Spectateurs : 16 000 Arbitrage : Rebecca Welch Arbitre vidéo : Tomasz Kwiatkowski | Spectateurs : 16 000 Arbitrage : Rebecca Welch Arbitre vidéo : Tomasz Kwiatkowski |

| Match 27                   | Suède          | 1 - 0   | Belgique | Leigh Sports Village, Leigh                                                  |                                                                              |
| 22 juillet 2022 21h00 CEST | Sembrant 90+2e | (0 - 0) |          | Spectateurs : 7 500 Arbitrage : Kateryna Monzul Arbitre vidéo : Paolo Valeri | Spectateurs : 7 500 Arbitrage : Kateryna Monzul Arbitre vidéo : Paolo Valeri |
| 22 juillet 2022 21h00 CEST | Rapport        |         |          | Spectateurs : 7 500 Arbitrage : Kateryna Monzul Arbitre vidéo : Paolo Valeri | Spectateurs : 7 500 Arbitrage : Kateryna Monzul Arbitre vidéo : Paolo Valeri |

| Match 28                   | France               | 1 - 0 a. p.           | Pays-Bas | New York Stadium, Rotherham                                                   |                                                                               |
| 23 juillet 2022 21h00 CEST | Périsset 102e (pen.) | (0 - 0, 0 - 0, 1 - 0) |          | Spectateurs : 9 764 Arbitrage : Ivana Martinčić Arbitre vidéo : Tiago Martins | Spectateurs : 9 764 Arbitrage : Ivana Martinčić Arbitre vidéo : Tiago Martins |
| 23 juillet 2022 21h00 CEST | Rapport              |                       |          | Spectateurs : 9 764 Arbitrage : Ivana Martinčić Arbitre vidéo : Tiago Martins | Spectateurs : 9 764 Arbitrage : Ivana Martinčić Arbitre vidéo : Tiago Martins |

### Demi-finales
| Match 29                   | Angleterre                                    | 4 - 0   | Suède | Bramall Lane, Sheffield                                                        |                                                                                |
| 26 juillet 2022 21h00 CEST | Mead 34e · Bronze 48e · Russo 68e · Kirby 76e | (1 - 0) |       | Spectateurs : 28 624 Arbitrage : Esther Staubli Arbitre vidéo : Pol van Boekel | Spectateurs : 28 624 Arbitrage : Esther Staubli Arbitre vidéo : Pol van Boekel |
| 26 juillet 2022 21h00 CEST | Rapport                                       |         |       | Spectateurs : 28 624 Arbitrage : Esther Staubli Arbitre vidéo : Pol van Boekel | Spectateurs : 28 624 Arbitrage : Esther Staubli Arbitre vidéo : Pol van Boekel |

| Match 30                   | Allemagne    | 2 - 1   | France           | Stadium MK, Milton Keynes                                                         |                                                                                   |
| 27 juillet 2022 21h00 CEST | Popp 40e 76e | (1 - 1) | 44e (csc) Frohms | Spectateurs : 27 445 Arbitrage : Cheryl Foster Arbitre vidéo : Tomasz Kwiatkowski | Spectateurs : 27 445 Arbitrage : Cheryl Foster Arbitre vidéo : Tomasz Kwiatkowski |
| 27 juillet 2022 21h00 CEST | Rapport      |         |                  | Spectateurs : 27 445 Arbitrage : Cheryl Foster Arbitre vidéo : Tomasz Kwiatkowski | Spectateurs : 27 445 Arbitrage : Cheryl Foster Arbitre vidéo : Tomasz Kwiatkowski |

### Finale
| Angleterre ·    |                     |      |
| Titulaires :    |                     |      |
|                 |                     |      |
| 01              | Mary Earps          |      |
| 02              | Lucy Bronze         |      |
| 06              | Millie Bright       |      |
| 08              | Leah Williamson     |      |
| 03              | Rachel Daly         | 88e  |
| 10              | Georgia Stanway 23e | 88e  |
| 04              | Keira Walsh         |      |
| 07              | Beth Mead           | 63e  |
| 14              | Fran Kirby          | 55e  |
| 11              | Lauren Hemp         | 120e |
| 09              | Ellen White 24e     | 55e  |
|                 |                     |      |
| Remplaçants :   |                     |      |
| 20              | Ella Toone          | 55e  |
| 23              | Alessia Russo 100e  | 55e  |
| 18              | Chloe Kelly 111e    | 63e  |
| 05              | Alex Greenwood      | 88e  |
| 16              | Jill Scott          | 88e  |
| 17              | Nikita Parris       | 120e |
|                 |                     |      |
| Sélectionneur : |                     |      |
| Sarina Wiegman  |                     |      |

| Allemagne ·              |                     |      |
| Titulaires :             |                     |      |
|                          |                     |      |
| 01                       | Merle Frohms        |      |
| 15                       | Giulia Gwinn        |      |
| 03                       | Kathrin Hendrich    |      |
| 05                       | Marina Hegering     | 103e |
| 17                       | Felicitas Rauch 40e | 113e |
| 20                       | Lina Magull         | 91e  |
| 06                       | Lena Oberdorf 57e   |      |
| 13                       | Sara Däbritz        | 73e  |
| 09                       | Svenja Huth         |      |
| 07                       | Lea Schüller 57e    | 67e  |
| 22                       | Jule Brand          | 46e  |
|                          |                     |      |
| Remplaçants :            |                     |      |
| 18                       | Tabea Waßmuth       | 46e  |
| 14                       | Nicole Anyomi       | 67e  |
| 08                       | Sydney Lohmann      | 73e  |
| 16                       | Linda Dallmann      | 91e  |
| 23                       | Sara Doorsoun       | 103e |
| 04                       | Lena Lattwein       | 113e |
|                          |                     |      |
| Sélectionneur :          |                     |      |
| Martina Voss-Tecklenburg |                     |      |

| Angleterre ·    |                     |      |
| Titulaires :    |                     |      |
|                 |                     |      |
| 01              | Mary Earps          |      |
| 02              | Lucy Bronze         |      |
| 06              | Millie Bright       |      |
| 08              | Leah Williamson     |      |
| 03              | Rachel Daly         | 88e  |
| 10              | Georgia Stanway 23e | 88e  |
| 04              | Keira Walsh         |      |
| 07              | Beth Mead           | 63e  |
| 14              | Fran Kirby          | 55e  |
| 11              | Lauren Hemp         | 120e |
| 09              | Ellen White 24e     | 55e  |
|                 |                     |      |
| Remplaçants :   |                     |      |
| 20              | Ella Toone          | 55e  |
| 23              | Alessia Russo 100e  | 55e  |
| 18              | Chloe Kelly 111e    | 63e  |
| 05              | Alex Greenwood      | 88e  |
| 16              | Jill Scott          | 88e  |
| 17              | Nikita Parris       | 120e |
|                 |                     |      |
| Sélectionneur : |                     |      |
| Sarina Wiegman  |                     |      |

| Allemagne ·              |                     |      |
| Titulaires :             |                     |      |
|                          |                     |      |
| 01                       | Merle Frohms        |      |
| 15                       | Giulia Gwinn        |      |
| 03                       | Kathrin Hendrich    |      |
| 05                       | Marina Hegering     | 103e |
| 17                       | Felicitas Rauch 40e | 113e |
| 20                       | Lina Magull         | 91e  |
| 06                       | Lena Oberdorf 57e   |      |
| 13                       | Sara Däbritz        | 73e  |
| 09                       | Svenja Huth         |      |
| 07                       | Lea Schüller 57e    | 67e  |
| 22                       | Jule Brand          | 46e  |
|                          |                     |      |
| Remplaçants :            |                     |      |
| 18                       | Tabea Waßmuth       | 46e  |
| 14                       | Nicole Anyomi       | 67e  |
| 08                       | Sydney Lohmann      | 73e  |
| 16                       | Linda Dallmann      | 91e  |
| 23                       | Sara Doorsoun       | 103e |
| 04                       | Lena Lattwein       | 113e |
|                          |                     |      |
| Sélectionneur :          |                     |      |
| Martina Voss-Tecklenburg |                     |      |

## Statistiques et récompenses

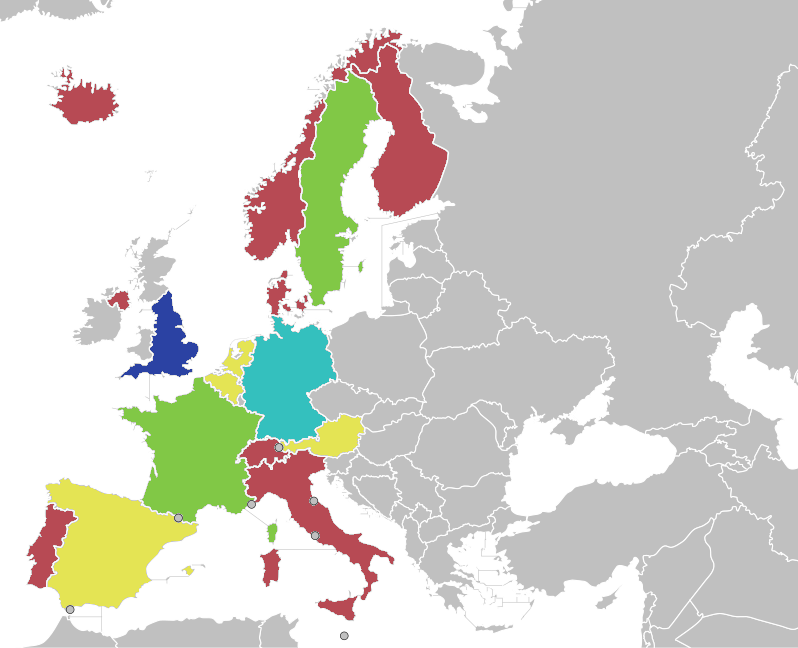
Carte de l'Europe en fonction du stade de la compétition atteint par les différents pays participants
Vainqueur
Finale
Demi-finale
Quart de finale
Premier tour
Pays non qualifié

### Résumé par équipe
Le classement ainsi que les points sont donnés à titre indicatif.
Le classement se base sur celui officiel des différentes Coupes du monde : 1. Le niveau atteint ; 2. Le nombre de points ; 3. La différence de buts ; 4. Le nombre de buts marqués ; 5. Le fair-play ; 6. Le classement UEFA lors du tirage au sort.
Le niveau atteint ne tient pas compte du classement dans la phase de groupes.
Les éliminations et qualifications après la séance de tirs au but sont comptabilisées comme des matchs nuls.
La prolongation est considérée comme une suite du match : ses buts sont comptabilisés et une victoire à la fin de celle-ci vaut 3 points.
Pour le fair-play, chaque carton jaune vaut -1pt et chaque rouge -3pts.
Seul le carton rouge est comptabilisé lorsqu'il résulte de 2 cartons jaunes[réf. nécessaire].
| Rang | Équipe          | J. | V. tr | V. ap | Q. tab | N. | É. tab | D. ap | D. tr | Pts | BP | BC | Diff. | Carton rouge | Averti | Niveau atteint  |
| ---- | --------------- | -- | ----- | ----- | ------ | -- | ------ | ----- | ----- | --- | -- | -- | ----- | ------------ | ------ | --------------- |
| 1    | Angleterre      | 6  | 4     | 2     | 0      | 0  | 0      | 0     | 0     | 18  | 22 | 2  | +20   | 0            | 6      | Vainqueur       |
| 2    | Allemagne       | 6  | 5     | 0     | 0      | 0  | 0      | 1     | 0     | 15  | 14 | 3  | +11   | 0            | 11     | Finale          |
| 3    | France          | 5  | 2     | 1     | 0      | 1  | 0      | 0     | 1     | 10  | 10 | 5  | +5    | 0            | 3      | Demi-finale     |
| 4    | Suède           | 5  | 3     | 0     | 0      | 1  | 0      | 0     | 1     | 10  | 9  | 6  | +3    | 0            | 3      | Demi-finale     |
| 5    | Pays-Bas        | 4  | 2     | 0     | 0      | 1  | 0      | 1     | 0     | 7   | 8  | 5  | +3    | 0            | 7      | Quart de finale |
| 6    | Espagne         | 4  | 2     | 0     | 0      | 0  | 0      | 1     | 1     | 6   | 6  | 5  | +1    | 0            | 4      | Quart de finale |
| 7    | Autriche        | 4  | 2     | 0     | 0      | 0  | 0      | 0     | 2     | 6   | 3  | 3  | 0     | 0            | 5      | Quart de finale |
| 8    | Belgique        | 4  | 1     | 0     | 0      | 1  | 0      | 0     | 2     | 4   | 3  | 4  | -1    | 1            | 7      | Quart de finale |
| 9    | Islande         | 3  | 0     | 0     | 0      | 3  | 0      | 0     | 0     | 3   | 3  | 3  | 0     | 0            | 2      | 1er tour        |
| 10   | Danemark        | 3  | 1     | 0     | 0      | 0  | 0      | 0     | 2     | 3   | 1  | 5  | -4    | 1            | 6      | 1er tour        |
| 11   | Norvège         | 3  | 1     | 0     | 0      | 0  | 0      | 0     | 2     | 3   | 4  | 10 | -6    | 0            | 3      | 1er tour        |
| 12   | Suisse          | 3  | 0     | 0     | 0      | 1  | 0      | 0     | 2     | 1   | 4  | 8  | -4    | 0            | 3      | 1er tour        |
| 13   | Italie          | 3  | 0     | 0     | 0      | 1  | 0      | 0     | 2     | 1   | 2  | 7  | -5    | 0            | 5      | 1er tour        |
| 14   | Portugal        | 3  | 0     | 0     | 0      | 1  | 0      | 0     | 2     | 1   | 4  | 10 | -6    | 0            | 4      | 1er tour        |
| 15   | Finlande        | 3  | 0     | 0     | 0      | 0  | 0      | 0     | 3     | 0   | 1  | 8  | -7    | 0            | 2      | 1er tour        |
| 16   | Irlande du Nord | 3  | 0     | 0     | 0      | 0  | 0      | 0     | 3     | 0   | 1  | 11 | -10   | 0            | 1      | 1er tour        |

### Classement des buteuses
95 buts ont été marqués lors du tournoi, ce qui représente une moyenne de 3,06 buts par match.

| 6 buts - Alexandra Popp - Beth Mead | 4 buts - Alessia Russo | 3 buts - Lina Magull - Grace Geyoro |

2 buts
- Fran Kirby
- Georgia Stanway (dont 1 penalty)
- Ella Toone
- Ellen White
- Romée Leuchter
- Filippa Angeldal

1 but
- Nicole Anyomi
- Klara Bühl
- Sophia Kleinherne
- Lena Lattwein
- Lea Schüller
- Lucy Bronze
- Lauren Hemp
- Chloe Kelly
- Nicole Billa
- Katharina Naschenweng
- Katharina Schiechtl
- Janice Cayman
- Tine De Caigny
- Justine Vanhaevermaet (1 penalty)
- Pernille Harder
- Aitana Bonmatí
- Mariona Caldentey (1 penalty)
- Marta Cardona
- Lucía García
- Esther González
- Irene Paredes
- Linda Sällström
- Delphine Cascarino
- Kadidiatou Diani
- Marie-Antoinette Katoto
- Melvine Malard
- Griedge Mbock
- Ève Périsset (1 pénalty)
- Dagný Brynjarsdóttir (1 penalty)
- Berglind Björg Þorvaldsdóttir
- Karólína Lea Vilhjálmsdóttir
- Valentina Bergamaschi
- Martina Piemonte
- Julie Nelson
- Julie Blakstad
- Caroline Graham Hansen (1 penalty)
- Frida Leonhardsen Maanum
- Guro Reiten
- Damaris Egurrola
- Victoria Pelova
- Jill Roord
- Daniëlle van de Donk
- Stefanie van der Gragt
- Carole Costa (1 penalty)
- Diana Gomes
- Diana Silva
- Jéssica Silva
- Kosovare Asllani (1 penalty)
- Jonna Andersson
- Hanna Bennison
- Stina Blackstenius
- Fridolina Rolfö
- Linda Sembrant
- Ramona Bachmann
- Rahel Kiwic
- Géraldine Reuteler
- Coumba Sow

Buts contre son camp
- Merle Frohms (pour la  France)
- Kelsie Burrows (pour l' Angleterre)
- Carole Costa (pour la  Suède)
- Ana-Maria Crnogorčević (pour les  Pays-Bas)

## Aspects socio-économiques

### Sponsors
- Adidas
- Booking.com
- Euronics
- Gillette Venus
- Grifols
- Heineken
- Hisense
- Hublot
- Lay's
- Lego
- LinkedIn
- Nike
- Pepsi Max (en)
- Starling Bank (en)
- TikTok
- VISA
- Volkswagen

### Diffuseurs
En France, les groupes TF1 et Canal+ remportent l'appel d'offres de la compétition. Le premier propose sur TF1 et TMC 14 affiches dont toutes les rencontres des Bleues, deux quarts de finales, les demi-finales et la finale. Le second retransmet sur ses chaînes en intégralité les 31 rencontres du tournoi.
En Belgique francophone, la RTBF retransmet sur ses chaînes en intégralité les 31 rencontres du tournoi.
| Pays               | Diffuseur  | Diffuseur |
| Pays               | Clair      | Crypté    |
| ------------------ | ---------- | --------- |
| Royaume-Uni (hôte) | BBC        |           |
| Belgique           | RTBF / VRT |           |
| France             | TF1        | Canal+    |
| Pays-Bas           | NOS        |           |
| Norvège            | NRK        |           |
| Norvège            | TV2        |           |
| Espagne            | RTVE       |           |
| Finlande           | Yle        |           |